# John L. Hennessy
John Leroy Hennessy (nascut el 22 de setembre de 1952) és un informàtic, acadèmic, empresari estatunidenc, president d'Alphabet.
Hennessy fou un dels fundadors de MIPS Computer Systems Inc. i d'Atheros i va ser el desè president de la Universitat Stanford, fins l'estiu de 2016. Marc Andreessen en va dir que era "el padrí de Silicon Valley."
Juntament amb David Patterson, Hennessy va guanyar el premi Turing de 2017 per la seva tasca desenvolupant l'arquitectura RISC, que ja es troba en el 99% dels nous microprocessadors que es fabriquen avui dia.

## Inicis
Hennessy va créixer a Huntington, estat de Nova York, en una família de sis germans. El seu pare era enginyer aeroespacial i la seva mare era mestra abans de tenir fills.
Va graduar-se en enginyeria electrònica a la Universitat de Villanova i va obtenir el màster i el doctorat en informàtica a la universitat de Stony Brook. Està casat amb la seva nòvia des de l'institut, Andrea Berti.

## Carrera
Hennessy va entrar com a professor a Stanford el 1977. El 1981, va engegar el projecte MIPS per investigar processadors RISC, i el 1984, durant un any sabàtic, va fundar MIPS Computer Systems Inc per comercialitzar la tecnologia que havia estat desenvolupant. El 1987, va rebre la càtedra Willard and Inez Kerr Bell Endowed Professor d'Enginyeria Elèctrica i Informàtica.
Hennessy va ser director del Laboratori de Sistemes Informàtics de Stanford (1989–93), un centre de recerca dels departaments d'Enginyeria Elèctrica i Informàtica. Va dirigir el Departament d'Informàtica (1994–96) i va ser Degà de l'Escola d'Enginyeria (1996–99).
El 1999, el president de Stanford Gerhard Casper va nomenar Hennessy per succeir Condoleezza Rice com a prebost de la Universitat Stanford. Quan Casper va plegar per concentrar-se en l'ensenyament l'any 2000, la junta de Stanford va nomenar Hennessy per succeir Casper. El 2008, Hennessy guanyava un sou de $1,091,589, el 23è més alt dels presidents d'universitats nord-americanes.
El 1997, fou nomenat Fellow de l'Association for Computing Machinery (ACM).
Hennessy és membre del consell de Google (després Alphabet Inc.), Cisco Systems, Atheros Communications, la Fundació Daniel Pearl. i la Fundació Gordon and Betty Moore.
El 2007, el van fer Fellow del Museu d'Història dels Ordinadors "per contribucions fonamentals a l'educació dels enginyers, avenços en arquitectura informàtica, i la integració de la recerca en tecnologia punta amb l'educació".
El 14 d'octubre de 2010, Hennessy va rebre una khata de mans del Dalai Lama quan va fer un discurs al pavelló Maples de Stanford.
El desembre de 2010, Hennessy va publicar un editorial conjunt amb la presidenta de Harvard Drew Gilpin Faust, demanant que s'aprovés la llei "DREAM", per donar la ciutadania americana als fills dels immigrants; el Congrés no va aprovar-la.
El 2012, Hennessy va rebre la medalla d'Honor de l'IEEE. El màxim reconeixement de l'IEEE va ser "per ser un pioner de l'arquitectura de microprocessadors RISC i pel lideratge en l'enginyeria informàtica i l'educació superior". El 2012, Hennessy va rebre un doctorat honoris causa en matemàtiques per la Universitat de Waterloo (Canadà), per les seves contribucions a l'arquitectura informàtica moderna i l'educació post-secundària.
El juny de 2015, Hennessy va anunciar que plegaria com a president de Stanford l'estiu de 2016.
La tardor de 2016, Hennessy va ser el director inaugural del programa Knight-Hennessy Scholars; amb una dotació de 750 milions de dòlars, finançarà completament estudiants de màster i doctorat durant tres anys.
El febrer de 2018, es va anunciar que Hennessy seria el nou President Executiu d'Alphabet Inc., l'empresa mare de Google.
El 21 de març de 2018, juntament amb David Patterson, va rebre el premi Turing de 2017 pel desenvolupament de l'arquitectura RISC (reduced instruction set computer) durant els anys 1980. El premi els reconeixia "haver estat pioners d'una aproximació sistemàtica i quantitativa al disseny i l'avaluació d'arquitectures informàtiques, amb un impacte durador a la indústria dels microprocessadors".

## Recerca
Hennessy ha tingut una trajectòria amb molt interès i implicació en l'educació de la informàtica a nivell universitari. És coautor, juntament amb David Patterson, de dos llibres molt coneguts sobre arquitectura d'ordinadors, Computer Organization and Design: the Hardware/Software Interface i Computer Architecture: A Quantitative Approach, que van presentar l'arquitectura RISC DLX. S'han utilitzat sovint com a llibre de text a nivell universitari des de 1990.
Hennessy també va contribuir posant al dia el processador MIX de Donald Knuth, convertint-lo en MMIX. Tots dos són models d'ordinador i s'utilitzen a la sèrie clàssic de Knuth, The Art of Computer Programming.
El 2004, va rebre el premi article influent ISCA del SIGARCH de l'ACM pel participar en l'article de 1989 sobre jerarquies de cache d'alt rendiment. Va tornar a rebre el premi el 2009 per un article compartit de 1994 sobre el multiprocessador FLASH de Stanford.

### Selecció de publicacions
- Computer Architecture: A Quantitative Approach[22]
- Patterson, David A.; Hennessy, John L. Computer Organization and Design: The Hardware/Software Interface.  Morgan Kaufmann, 1994. ISBN 0-12-370606-8.
- Gharachorloo, Kourosh (1990). "Memory consistency and event ordering in scalable shared-memory multiprocessors". Proceedings of the 17th annual international symposium on Computer Architecture: 15–26, International Symposium on Computer Architecture
- Lenoski, Daniel (1990). "The directory-based cache coherence protocol for the DASH multiprocessor". Proceedings of the 17th annual international symposium on Computer Architecture: 148–159, International Symposium on Computer Architecture